# 御停駅
御停駅（オジョンえき）は、大韓民国京畿道龍仁市器興区御停路にある、龍仁軽電鉄の駅である。駅番号は(Y113)。

## かつての漁汀駅との関係
1972年に廃止された水驪線にも同名の漁汀駅(読みは同じ)が存在したが、両駅は位置が少し異なる。

なおこの駅が廃止された後の1995年頃に地名が「御井」に変更され、その後の2023年に再度変更されたのが現在の「御停」という地名である。

## 駅構造
相対式ホーム2面2線を有する高架駅。　

### のりば
- のりばの番号は存在しない。

| 上り | ●龍仁軽電鉄 | 器興行き               |
| 下り | ●龍仁軽電鉄 | 前垈・エバーランド方面 |

## 駅周辺
- 龍仁東栢湖水公園
- 御停初等学校

## 歴史
- 2013年4月26日：御井駅として開業。
- 2023年1月4日：漢字表記が御停駅に変更[2]。（ハングル表記は変更なし）

## 隣の駅
龍仁軽電鉄
●龍仁軽電鉄
支石駅 (Y112) - 御停駅 (Y113) - 東栢駅 (Y114)